# Balázs Dzsudzsák
Balázs Dzsudzsák (wym. [ˈbɒlaːʒ ˈd͡ʒud͡ʒaːk]; ur. 23 grudnia 1986 roku w Debreczynie) – węgierski piłkarz występujący najczęściej na pozycji lewego pomocnika. Od 2020 roku ponownie jest graczem Debreceni VSC.

## Kariera klubowa
Balázs Dzsudzsák zawodową karierę rozpoczynał w sezonie 2004/2005 w zespole DVSC Debreczyn. Węgier rozegrał wówczas tylko dwa spotkania, jednak z czasem coraz częściej dostawał szanse pokazania swoich umiejętności. W kolejnych rozgrywkach w dziesięciu meczach zdobył dwa gole, a w sezonie 2006/2007 wystąpił już w 23 pojedynkach i siedem razy wpisał się na listę strzelców. W rundzie jesiennej 2007/2008 Balázs w Borsodi Lidze spisywał się rewelacyjnie, został nawet wybrany najlepszym zawodnikiem 2007 roku rodzimej ligi. Zyskał tym zainteresowanie kilku europejskich klubów, między innymi Sheffield Wednesday, Plymouth Argyle, Reading, Sampdorii i Chievo Werona. Razem z DVSC Debreczyn Dzsudzsák trzy razy z rzędu zdobył mistrzostwo kraju oraz Superpuchar Węgier.
Ostatecznie w zimowym okienku transferowym Balázs trafił do występującego w Eredivisie PSV Eindhoven, w barwach którego zadebiutował 12 stycznia 2008 w spotkaniu ligowym z Feyenoordem Rotterdam. Swoje pierwsze trafienie dla ekipy „Boeren” węgierski skrzydłowy zaliczył 30 stycznia w meczu przeciwko Ajaksowi Amsterdam. W debiutanckim sezonie w barwach PSV Dzsudzsák wraz z zespołem zdobył mistrzostwo kraju. 5 lutego 2009 roku piłkarz zdobył hat-tricka w zwycięskim 6:0 pojedynku z ADO Den Haag. 15 sierpnia tego samego roku został wybrany najlepszym graczem spotkania z Ajaksem Amsterdam, które PSV wygrało 4:3. Dzsudzsák strzelił wówczas dwa gole i zanotował jedną asystę.
12 czerwca 2011 roku został zawodnikiem Anży Machaczkała, nie ujawniono kwoty za jaką kupiono zawodnika. 12 stycznia 2012 roku został zakupiony za kwotę ok. 15 mln euro przez drużynę Dinamo Moskwa. 18 sierpnia 2015 opuścił barwy Dinama i przeszedł za 11 mln euro do tureckiego Bursasporu. W 2016 roku został zawodnikiem Al-Wahda.
We wrześniu 2018 podpisał kontrakt z Al-Ittihad Kalba SC.

## Kariera reprezentacyjna
Dzsudzsák w reprezentacji Węgier zadebiutował 2 czerwca 2007 roku w spotkaniu z Grecją. Uczestniczył między innymi w nieudanych dla podopiecznych Pétera Várhidiego eliminacjach do Euro 2008. W swojej grupie Węgrzy zajęli wówczas dopiero przedostatnie miejsce wyprzedzając tylko drużynę Malty. W 2016 roku został powołany przez Bernarda Strocka na EURO 2016 we Francji, gdzie wystąpił we wszystkich meczach fazy grupowej, w których zdobył 2 bramki w starciu z Reprezentacją Portugalii. Węgry odpadły w 1/8 finału z Belgią, a Balázs Dzsudzsák zagrał we wszystkich 4 meczach jako kapitan.